# Liste des bâtiments de l'université de Liège
Cet article propose une liste des bâtiments de l'université de Liège, en Belgique. L'ULiège est principalement située sur le site du Sart Tilman. Toutefois à partir des années 2010, on peut remarquer un regain d'intérêt pour des implantations en centre-ville. En plus de ses deux campus, elle possède une faculté à Gembloux ainsi que des installations à Arlon, à Mont Rigi et à Calvi (Corse).

## Bâtiments liégeois
| Code              | Nom                                                                                        | Département | Faculté                                                                                              | Architecte                                                                     | Année     | Adresse                                           | Géolocalisation                   | Illustration |
| ----------------- | ------------------------------------------------------------------------------------------ | --- | --- | ------------------------------------------------------------------------------ | --------- | ------------------------------------------------- | --------------------------------- | ------------ |
| A1                | Bâtiment central - 20-Août                                                                 | - Faculté de Philosophie et Lettres - Bureau de la Faculté de Philosophie et Lettres - Département d'Arts et Sciences de la Communication - Département de Philosophie - Département des Sciences de l'Antiquité - Unité de Documentation Philosophie (2e étage) - Unité de Documentation des Langues et littératures classiques (3e étage) - Unité de Documentation Information et Communication (2e étage) - Unité de Documentation Langues et littératures orientales (3e étage) - Centre de documentation en papyrologie littéraire (CEDOPAL) - Administrations - Rectorat - Administrations centrales (AEE - ARD - ARH - Relations internationales - Relations extérieures) - Accueil des étudiants - Aile des « Jésuites » - Institut Supérieur des Langues Vivantes (ISLV) - Administrations centrales (ARF - SJ) - Collections artistiques - Galerie Wittert | Faculté de Philosophie et Lettres                                                                    |                                                                                |           | Place du Vingt-Août, nos 7-9                      | 50° 38′ 27″ N, 5° 34′ 32,1″ E     |              |
| A2                | Faculté de Philosophie et Lettres                                                          | - Département des Langues et littératures germaniques - Département des Langues et littératures romanes - Unité de Documentation des Langues et littératures germaniques (1er étage) - Unité de Documentation des Langues et littératures romanes (3e étage) - Centre interdisciplinaire de poétique appliquée (CIPA) | Faculté de Philosophie et Lettres                                                                    |                                                                                | 1958      | Place Cockerill, nos 3-5                          | 50° 38′ 28,86″ N, 5° 34′ 33,14″ E |              |
| A3                | Bibliothèque générale de Philosophie et Lettres                                            | Bibliothèque générale de Philosophie et Lettres | Faculté de Philosophie et Lettres                                                                    |                                                                                |           | Place Cockerill, nos 3-5                          | 50° 38′ 28,05″ N, 5° 34′ 35,07″ E |              |
| A4                | Faculté de Philosophie et Lettres et Théâtre Universitaire Royal de Liège (TURLg)          | - Département des Sciences historiques - Unité de Documentation Sciences historiques (1er étage) - Centre Informatique de Philosophie et Lettres (CIPL) (demi-sous-sol) - Théâtre Royal Universitaire Liégeois (TURLg) (1er étage) | Faculté de Philosophie et Lettres                                                                    | Laurent Demany                                                                 | 1888      | Quai Roosevelt, no 1B                             | 50° 38′ 25,16″ N, 5° 34′ 36,12″ E |              |
| A5                | Centrale de Chauffe et Administration des Ressources financières                           | - Administration des Ressources financières (ARF) - ARF-Justifications - ARF - Cellule TVA | |                                                                                |           | Place du Vingt-Août, no 7                         | 50° 38′ 28,34″ N, 5° 34′ 36,58″ E |              |
| Fédé              | Fédération des étudiants de l'université de Liège                                          | | |                                                                                |           | Place du 20-Août, no 24                           | 50° 38′ 25,46″ N, 5° 34′ 30,32″ E |              |
| B1                | Pavillon d'accueil                                                                         | | |                                                                                |           | Boulevard du Rectorat, no 1                       | 50° 35′ 06,9″ N, 5° 33′ 54,46″ E  |              |
| B2                | Ressources Immobilières (ARI)                                                              | Ressources Immobilières (ARI) | |                                                                                |           | Rue de l'Aunaie, no 26                            | 50° 35′ 14,24″ N, 5° 34′ 10,86″ E |              |
| B2b               | RCAE - Service des sports (anciennement Royal Cercle athlétique des étudiants)             | | |                                                                                |           | Rue de l'Aunaie, no 22                            | 50° 35′ 14,92″ N, 5° 34′ 12,43″ E |              |
| B3a               | Pavillon des Jardiniers                                                                    | Administration des Ressources immobilières, service Forêts et Voiries. | |                                                                                |           | Traverse des Architectes, no 2                    | 50° 35′ 03,16″ N, 5° 33′ 40,19″ E |              |
| B3b               | Pavillon B des Urbanistes                                                                  | Service social des Etudiants | |                                                                                |           | Traverse des Architectes, no 4                    | 50° 35′ 03,98″ N, 5° 33′ 42,8″ E  |              |
| B3c               | Maison Strebelle                                                                           | Système méthodologique d'Aide à la Réalisation de Tests (SMART) | |                                                                                |           | Traverse des Architectes, no 6                    | 50° 35′ 01,75″ N, 5° 33′ 41,82″ E |              |
| B3d               | Pavillon D des Urbanistes                                                                  | | |                                                                                |           | Traverse des Architectes, no 4                    | 50° 35′ 04,5″ N, 5° 33′ 42,69″ E  |              |
| B3e               | Pavillon E des Urbanistes                                                                  | | |                                                                                |           | Traverse des Architectes, no 4                    | 50° 35′ 04,29″ N, 5° 33′ 42,11″ E |              |
| B3f               | Pavillon F des Urbanistes                                                                  | Service Orientation universitaire | |                                                                                |           | Traverse des Architectes, no 4                    | 50° 35′ 04,09″ N, 5° 33′ 41,61″ E |              |
| B3g               | Pavillon G des Urbanistes                                                                  | Service Orientation universitaire | |                                                                                |           | Traverse des Architectes, no 4                    | 50° 35′ 03,64″ N, 5° 33′ 41,57″ E |              |
| B3h               | Pavillon H des Urbanistes                                                                  | - PACODEL - Universud | |                                                                                |           | Traverse des Architectes, no 4                    | 50° 35′ 03,25″ N, 5° 33′ 42,38″ E |              |
| B4                | Amphithéâtres de l'Europe                                                                  | | | Daniel Dethier                                                                 | 1994-1996 | Boulevard du Rectorat, no 13                      | 50° 35′ 04,85″ N, 5° 33′ 59,27″ E |              |
| B5a               | Physique Licences et Recherche                                                             | Département de Physique | Faculté des Sciences                                                                                 | Pierre Humblet                                                                 | 1967      | Allée du 6 août, no 19                            | 50° 34′ 57,13″ N, 5° 33′ 58,67″ E |              |
| B5b               | Physique Travaux Pratiques                                                                 | Département de Physique | Faculté des Sciences                                                                                 |                                                                                |           | Allée du 6 août, no 19 b                          | 50° 34′ 54,26″ N, 5° 33′ 56,56″ E |              |
| B5c               | Institut d'Astrophysique, géophysique et océanographie                                     | Département d'Astrophysique, Géophysique et Océanographie | Faculté des Sciences                                                                                 | Jacques Antoine                                                                | 2002      | Allée du 6 août, no 19 c                          | 50° 34′ 55,53″ N, 5° 33′ 55,37″ E |              |
| B6                | Conciergerie et Magasin des Solvants                                                       | | |                                                                                |           | Allée du 6 août, no 13                            | 50° 35′ 02,27″ N, 5° 34′ 00,7″ E  |              |
| B6a               | Biochimie et Chimie organique                                                              | Centre d'Etude et de Recherche sur les Macromolécules (CERM) | Faculté des Sciences                                                                                 |                                                                                |           | Allée du 6 août, no 13                            | 50° 34′ 59,77″ N, 5° 33′ 58,81″ E |              |
| B6b               | Bibliothèque des Sciences et Bureau de la Faculté des Sciences                             | - Bureau de la Faculté des Sciences - Bibliothèque des Sciences et Techniques - Sciences | Faculté des Sciences                                                                                 |                                                                                |           | Allée du 6 août, no 17b                           | 50° 34′ 58,42″ N, 5° 34′ 00,87″ E |              |
| B6c               | Chimie (Licence et Recherche)                                                              | Département de Chimie | Faculté des Sciences                                                                                 |                                                                                |           | Allée du 6 août, no 11                            | 50° 35′ 01,06″ N, 5° 34′ 03,17″ E |              |
| B6d               | Chimie Travaux Pratiques                                                                   | Bibliothèque des Sciences et Techniques - Géosciences | Faculté des Sciences                                                                                 |                                                                                |           | Allée du 6 août, no 9                             | 50° 35′ 02,6″ N, 5° 34′ 06,36″ E  |              |
| B6e               | Prototype de laboratoire de chimie                                                         | | Faculté des Sciences                                                                                 |                                                                                |           | Allée du 6 août, no 6                             | 50° 35′ 02,33″ N, 5° 33′ 57,45″ E |              |
| B7a               | Grands Amphithéâtres                                                                       | - Grands amphithéâtres - Bibliothèque interfacultaire - Laboratoire d'Enseignement Multimédia (LEM) | | Pierre Humblet                                                                 | 1967      | Esplanade de l'Université, no 1                   | 50° 35′ 02,18″ N, 5° 34′ 09,74″ E |              |
| B7b               | Petits Amphithéâtres - Galerie des Arts                                                    | - Petits Amphithéâtres - Galerie des Arts | | Claude Strebelle Daniel Boden Charles Dumont                                   |           | Allée du 6 août, n°17                             | 50° 34′ 59,14″ N, 5° 34′ 03,36″ E |              |
| B8                | Maison des Étudiants et Exèdre Dick Annegarn                                               | - Restaurant self service - Cafétéria - Permanence Fédé - Salle du Théâtre Universitaire Liégeois (TURLg) | | André Jacqmain                                                                 | 1968      | Boulevard du Rectorat, no 9                       | 50° 35′ 04,53″ N, 5° 34′ 14,06″ E |              |
| B9                | Poste central d'alarme                                                                     | | | Claude Strebelle                                                               | 1966-1968 | Boulevard de Colonster, no 2                      | 50° 35′ 12,21″ N, 5° 34′ 09,89″ E |              |
| B10               | Chaufferie générale du Sart-Tilman                                                         | | | Claude Strebelle                                                               | 1966-1968 |                                                   | 50° 35′ 16,23″ N, 5° 33′ 29,57″ E |              |
| B11               | Géographie                                                                                 | Département de Géographie | Faculté des Sciences                                                                                 | Groupe EGAU                                                                    | 1967      | Clos Mercator, no 3                               | 50° 35′ 11,2″ N, 5° 33′ 57,03″ E  |              |
| B12a              | Département de Géographie                                                                  | Département de Géographie | Faculté des Sciences                                                                                 |                                                                                |           | Clos Mercator, no 10                              | 50° 35′ 12,64″ N, 5° 33′ 54,07″ E |              |
| B12b              | SUPHT-SUCPR                                                                                | - SUPHT - SUCPR - Magasin d'approvisionnement général | |                                                                                |           | Clos Mercator, no 12                              | 50° 35′ 13,16″ N, 5° 33′ 52,78″ E |              |
| B13               | Résidences des Étudiants                                                                   | | | André Jacqmain                                                                 | 1967      | Chemin du Trèfle, no 2                            | 50° 35′ 20,2″ N, 5° 34′ 22,29″ E  |              |
| B15               | Physique Nucléaire                                                                         | Département de Physique (Physique Nucléaire) | Faculté des Sciences                                                                                 |                                                                                |           | Allée du 6 août, no 10                            | 50° 35′ 01,17″ N, 5° 33′ 52,47″ E |              |
| B16               | Radiochimie                                                                                | Département de Chimie (Chimie nucléaire) | Faculté des Sciences                                                                                 | Jean Maquet                                                                    |           | Allée du 6 août, no 9                             | 50° 35′ 02,84″ N, 5° 34′ 03,13″ E |              |
| B17a              | Hall de Génie Chimique                                                                     | Département de Chimie appliquée | Faculté des Sciences                                                                                 | Claude Strebelle                                                               | 1971      | Grande Traverse, no 3                             | 50° 34′ 58,67″ N, 5° 33′ 37,29″ E |              |
| B17b              | Site d'essais cryotechniques                                                               | Département de Chimie appliquée | Faculté des Sciences                                                                                 |                                                                                |           | Grande Traverse, no 3b                            | 50° 34′ 56,84″ N, 5° 33′ 36,38″ E |              |
| B18               | Géologie - Paléontologie et Minéralogie                                                    | Département de Géologie | Faculté des Sciences                                                                                 |                                                                                |           | Boulevard du Rectorat, no 17                      | 50° 34′ 58,82″ N, 5° 33′ 48,22″ E |              |
| B20               | Géologie et Pétrologie                                                                     | Département de Géologie | Faculté des Sciences                                                                                 |                                                                                |           | Boulevard du Rectorat, no 20                      | 50° 35′ 00,49″ N, 5° 33′ 50,54″ E |              |
| B21               | Education physique et complexe sportif                                                     | - Faculté de Médecine - Département des Sciences de la Motricité - Gestion des Centres Sportifs du Sart-Tilman ASBL - ADEPS - Pile à combustible | Faculté de Médecine                                                                                  | Charles Vandenhove (agrandie par Bruno Albert en 1986)                         | 1967-1971 | Allée des Sports, no 2                            | 50° 34′ 41,16″ N, 5° 34′ 15,1″ E  |              |
| B22               | Institut de Botanique                                                                      | - Département des sciences de la vie (Biologie végétale) - Unité de Documentation Biologie végétale - Jardin botanique | Faculté des Sciences                                                                                 | Roger Bastin                                                                   | 1965-1970 | Boulevard du Rectorat, no 27                      | 50° 34′ 42,93″ N, 5° 34′ 30,82″ E |              |
| B23               | CHU - Tour 3 : Pathologie - Animalerie                                                     | - Département des sciences de la santé publique - Département des sciences cliniques - Département des sciences biomédicales et précliniques - Animalerie centrale - GIGA (partim) | Faculté de Médecine                                                                                  | Charles Vandenhove                                                             | 1965-1985 | Avenue de l'Hôpital, no 3                         | 50° 34′ 20,51″ N, 5° 33′ 57,57″ E |              |
| B24               | Magasin à livres                                                                           | | | Charles Vandenhove                                                             | 1962-1964 | Chemin du Silence, no 2                           | 50° 34′ 19,43″ N, 5° 34′ 09,74″ E |              |
| B25               | Château de Colonster                                                                       | - Château de Colonster - Musée en plein air du Sart-Tilman - Centre d'études Georges Simenon | |                                                                                |           | Allée des Érables                                 | 50° 34′ 44,57″ N, 5° 35′ 46,45″ E |              |
| B26               | Service Général d'Informatique (SEGI)                                                      | | | - Claude Strebelle - Jean Englebert                                            | 1980      | Grande Traverse, no 8                             | 50° 35′ 07,11″ N, 5° 33′ 37,68″ E |              |
| B27               | CRM Group - CRM                                                                            | | |                                                                                |           | Chemin des Chevreuils, no 15                      | 50° 34′ 46,85″ N, 5° 33′ 15,24″ E |              |
| B28               | Institut Montefiore                                                                        | - Département d'Électricité, Électronique et Informatique (Institut Montefiore) - Unité de Documentation Électricité | Faculté des Sciences appliquées                                                                      | Jean Maquet                                                                    | 1975-1985 | Grande Traverse, no 10                            | 50° 35′ 09,71″ N, 5° 33′ 38,8″ E  |              |
| B29               | Centre spatial de Liège                                                                    | | |                                                                                |           | Avenue du Pré Aily (Liège Science Park)           | 50° 35′ 54,65″ N, 5° 33′ 56,14″ E |              |
| B30               | Centre de Recherches du Cyclotron (CRC)                                                    | | |                                                                                | 2015      | Allée du 6 août, no 8                             | 50° 35′ 02,79″ N, 5° 33′ 54,79″ E |              |
| B31               | Faculté de Droit, de Science politique et de Criminologie et Faculté des Sciences sociales | - Faculté de Droit - Département de Droit - École liégeoise de criminologie - Département de Sciences politiques - Bureau de la Faculté de Droit - Bibliothèque L. Graulich - Unité Décentralisée d'Informatique de Droit - HEC-École de Gestion de l'ULg - Unité Décentralisée d'Informatique de HEC-École de Gestion de l'ULg - Faculté des Sciences Sociales | - Faculté de droit, sciences politiques et criminologie - HEC-ULiège - Faculté des Sciences sociales | - Claude Strebelle - André Jacqmain - Daniel Boden                             | 1978-1981 | Boulevard du Rectorat, no 7                       | 50° 35′ 04,73″ N, 5° 34′ 18″ E    |              |
| B32               | Faculté de Psychologie, Logopédie et Sciences de l'Éducation                               | - Département d'Education et de Formation - Département des Sciences cognitives - Département de Personne et Société - Bureau de la Faculté de Psychologie et Sciences de l'Education - Centre d'autoformation et d'évaluation interactive multimédia (CAFEIM) - CIFEN - Unité de Documentation Psychologie - Unité Décentralisée d'Informatique FAPSE | Faculté de Psychologie et Sciences de l'Education                                                    | - Claude Strebelle - Charles Dumont                                            | 1980-1982 | Boulevard du Rectorat, no 5                       | 50° 35′ 07,5″ N, 5° 34′ 22,33″ E  |              |
| B33               | Trifacultaire                                                                              | - Faculté de Droit - École de Criminologie Jean Constant - Institut d'études juridiques européennes F. Dehousse (IEJE) - Département de Droit - HEC - École de gestion de l'Université de Liège - Faculté de Psychologie et Sciences de l'Education - Département de Personne et société - Département des Sciences cognitives - Consultations de Psychologie | - Faculté de Droit - Faculté de Psychologie et Sciences de l'Education - HEC-ULiège                  | René Greisch                                                                   | 1995      | Boulevard du Rectorat, no 3                       | 50° 35′ 08,48″ N, 5° 34′ 16,77″ E |              |
| B34               | CHU - Tour 5 : GIGA                                                                        | | Faculté de Médecine                                                                                  |                                                                                |           | Avenue de l'Hôpital                               | 50° 34′ 22,3″ N, 5° 34′ 04,25″ E  |              |
| B35               | CHU - Tours 1 & 2                                                                          | - Département des sciences cliniques - Département des sciences biomédicales et précliniques - Bibliothèque de la Faculté de Médecine - UDI-MED | Faculté de Médecine                                                                                  | Charles Vandenhove                                                             | 1965-1985 | Avenue de l'Hôpital                               | 50° 34′ 20,04″ N, 5° 34′ 01,55″ E |              |
| B35a              | CHU - Amphithéâtres de Médecine                                                            | | Faculté de Médecine                                                                                  | Charles Vandenhove                                                             | 1965-1985 | Avenue de l'Hôpital                               | 50° 34′ 24,26″ N, 5° 34′ 00,5″ E  |              |
| B36               | CHU - Tour 4 : Pharmacie et Décanat de Médecine                                            | - Département de Pharmacie - Département de sciences biomédicales et précliniques - Bureau de la Faculté de Médecine - CNCM - Centre de Recherche sur les Protéines Prions (CRPP) - Haute-École Charlemagne - Département paramédical (4e étage) - UDI-MED | Faculté de Médecine                                                                                  |                                                                                |           | Avenue de l'Hôpital, no 1                         | 50° 34′ 22,27″ N, 5° 33′ 59,81″ E |              |
| B37               | Institut de Mathématiques                                                                  | - Faculté des Sciences - Département de Mathématiques - Unité de Documentation Mathématiques - Unité Décentralisée d'Informatique UDI-Math - Faculté des Sciences Appliquées - Département d'Électricité, Électronique et Informatique | Faculté des Sciences                                                                                 | Jean Maquet                                                                    | 1997      | Grande Traverse, no 12                            | 50° 35′ 11,83″ N, 5° 33′ 34,95″ E |              |
| B38a              | Maison de l'Aunaie A                                                                       | ARI - Urbanisme et Mobilité | |                                                                                |           | Rue de l'Aunaie, no 28                            | 50° 35′ 13,19″ N, 5° 34′ 11,9″ E  |              |
| B38b              | Maison de l'Aunaie B                                                                       | - Logopédie clinique - Logopédie des Troubles de la Voix | |                                                                                |           | Rue de l'Aunaie, no 30-32                         | 50° 35′ 13,28″ N, 5° 34′ 11,75″ E |              |
| B39               | Station Ferme expérimentale (CARE)                                                         | | Faculté de Médecine vétérinaire                                                                      | Jean Englebert                                                                 | 1983      | Chemin de la Ferme, no 6                          | 50° 34′ 38,22″ N, 5° 35′ 10,92″ E |              |
| B40               | Centre Wallon de Biologie industrielle                                                     | - Département des Sciences de la vie (Biologie végétale) - Centre Wallon de Biologie Industrielle (CWBI) | Faculté des Sciences                                                                                 |                                                                                |           | Boulevard du Rectorat, no 29                      | 50° 34′ 41,77″ N, 5° 34′ 35,19″ E |              |
| B41               | Clinique radiologique et chirurgicale                                                      | - Bibliothèques des Sciences de la Vie - Antenne de Médecine vétérinaire - Clinique Vétérinaire Universitaire - Pôle Equin | Faculté de Médecine vétérinaire                                                                      | - Jean Englebert - Jean-Claude Cornesse - André Hadjidimoff - Etienne Maréchal | 1980-1994 | Avenue de Cureghem, 5                             | 50° 34′ 38,63″ N, 5° 34′ 43,65″ E |              |
| B42               | Clinique des grands animaux et porcs                                                       | Clinique Vétérinaire Universitaire - Pôle Ruminants-Porcs | Faculté de Médecine vétérinaire                                                                      | - Jean Englebert - Jean-Claude Cornesse - André Hadjidimoff - Etienne Maréchal | 1980-1994 | Avenue de Cureghem, 7                             | 50° 34′ 38,42″ N, 5° 34′ 47,99″ E |              |
| B43a              | Laboratoires I                                                                             | - Mycologie vétérinaire - Epidémiologie et Analyse de risques appliquées aux sciences vétérinaires - Bacteriology and Pathology of Bacterial Diseases - Parasitologie et Pathologie des maladies parasitaires - Santé et Pathologies de la Faune Sauvage | Faculté de Médecine vétérinaire                                                                      | - Jean Englebert - Jean-Claude Cornesse - André Hadjidimoff - Etienne Maréchal | 1980-1994 | Avenue de Cureghem, 6                             | 50° 34′ 36,3″ N, 5° 34′ 43,92″ E  |              |
| B43b              | Laboratoires II                                                                            | - Virologie vétérinaire et Maladies virales animales - Immunologie - Vaccinologie | Faculté de Médecine vétérinaire                                                                      | - Jean Englebert - Jean-Claude Cornesse - André Hadjidimoff - Etienne Maréchal | 1980-1994 | Avenue de Cureghem, 10                            | 50° 34′ 35,55″ N, 5° 34′ 49,56″ E |              |
| B44               | Clinique des Petits Animaux                                                                | Clinique Vétérinaire Universitaire - Pôle Animaux de compagnie | Faculté de Médecine vétérinaire                                                                      | - Jean Englebert - Jean-Claude Cornesse - André Hadjidimoff - Etienne Maréchal | 1980-1994 | Avenue de Cureghem, 3                             | 50° 34′ 38,78″ N, 5° 34′ 38,36″ E |              |
| B45               | Amphithéâtres FMV                                                                          | Amphithéâtres FMV | Faculté de Médecine vétérinaire                                                                      | - Jean Englebert - Jean-Claude Cornesse - André Hadjidimoff - Etienne Maréchal | 1980-1994 | Boulevard de Colonster, no 20                     | 50° 34′ 36,89″ N, 5° 34′ 40,29″ E |              |
| B46a              | Centres sportifs du Blanc Gravier                                                          | | | Bruno Albert                                                                   | 1978-1982 | Allée des Sports, no 6                            | 50° 34′ 40,57″ N, 5° 34′ 03,25″ E |              |
| B46b              | Centres sportifs du Blanc Gravier                                                          | | |                                                                                |           | Allée des Sports, no 6                            | 50° 34′ 41,13″ N, 5° 34′ 06,61″ E |              |
| B47a              | Hall de transit SUPHT                                                                      | Service Universitaire de Protection et Hygiène du Travail (SUPHT) | |                                                                                |           | Allée de la Découverte, n° 21                     | 50° 35′ 08,82″ N, 5° 33′ 23,43″ E |              |
| B47b              | Hall de transit SUCPR                                                                      | Service Universitaire de Contrôle Physique des Radiations (SUCPR) | |                                                                                |           | Allée de la Découverte, n° 23                     | 50° 35′ 08,95″ N, 5° 33′ 23,31″ E |              |
| B48               | Laboratoire d'Hydrodynamique - Bassin de Carènes                                           | Architecture Navale, Génie maritime, Navigation intérieure et maritime, Analyse des Systèmes de Transport (ANAST) | Faculté des Sciences appliquées                                                                      |                                                                                |           | Allée de la Découverte, n° 19                     | 50° 35′ 09,24″ N, 5° 33′ 28,25″ E |              |
| B48/2             | Laboratoire d'Hydrodynamique - Extension                                                   | | Faculté des Sciences appliquées                                                                      |                                                                                |           | Allée de la Découverte, n° 19                     | 50° 35′ 08,96″ N, 5° 33′ 26,18″ E |              |
| B49               | Institut de Thermodynamique                                                                | Institut de Thermodynamique | Faculté des Sciences appliquées                                                                      |                                                                                |           | Chemin des Chevreuils, no 7                       | 50° 35′ 07,43″ N, 5° 33′ 23,23″ E |              |
| B50               | Crèche universitaire                                                                       | | |                                                                                |           | Rue du Sart-Tilman, no 376                        | 50° 35′ 18,17″ N, 5° 34′ 09,79″ E |              |
| B51               | LENTIC (Villa Gathy)                                                                       | LENTIC | HEC-ULiège                                                                                           |                                                                                |           | Boulevard du Rectorat, no 19                      | 50° 34′ 53,55″ N, 5° 33′ 39,03″ E |              |
| B52/3             | Mécanique - Génie civil Bureaux                                                            | - Département d'Architecture, Géologie, Environnement et Construction (ArGEnCo) - Département d'Aérospatiale et Mécanique - Bibliothèque des Sciences et Techniques - Sciences appliquées et Mathématiques | Faculté des Sciences appliquées                                                                      | René Greisch                                                                   | 1998-2000 | Allée de la Découverte, n° 9                      | 50° 35′ 06,43″ N, 5° 33′ 28,43″ E |              |
| B52/3'            | LEPUR                                                                                      | LEPUR | Faculté des Sciences appliquées                                                                      |                                                                                |           | Allée de la Découverte, n° 11                     | 50° 35′ 05,65″ N, 5° 33′ 28,72″ E |              |
| B52/4             | Bibliothèque Mécanique - Génie civil                                                       | Bibliothèque des Sciences et Techniques - Sciences appliquées et Mathématiques | Faculté des Sciences appliquées                                                                      |                                                                                |           | Allée de la Découverte, n° 15A                    | 50° 35′ 06,41″ N, 5° 33′ 28,65″ E |              |
| B52/6 B52/7 B52/8 | Mécanique et Génie civil Laboratoires                                                      | - Laboratoire de Mécanique des Matériaux et Structures - Faculté des Sciences Appliquées - Laboratory of Human Motion analysis | Faculté des Sciences appliquées                                                                      | René Greisch                                                                   | 2000      | Allée de la Découverte, n°13A-B-C                 | 50° 35′ 06,61″ N, 5° 33′ 26,47″ E |              |
| B52/9             | Soufflerie et Halle d'essai au feu                                                         | - Soufflerie pluridisciplinaire - Laboratoire d'Essai au feu | Faculté des Sciences appliquées                                                                      |                                                                                |           | Allée de la Découverte, n°13D                     | 50° 35′ 03,78″ N, 5° 33′ 20,48″ E |              |
| B52/10            | Garages du B52                                                                             | | Faculté des Sciences appliquées                                                                      |                                                                                |           | Allée de la Découverte, n°159                     | 50° 35′ 06,44″ N, 5° 33′ 21,81″ E |              |
| B53               | Aquapôle                                                                                   | | |                                                                                |           | Chemin des Chevreuils, no 3                       | 50° 35′ 08,43″ N, 5° 33′ 31,46″ E |              |
| B56               | Pôle d'Ingénierie des Matériaux de Wallonie                                                | Pôle d'Ingénierie des Matériaux de Wallonie | |                                                                                |           | Boulevard de Colonster no 4 / Rue des Pôles, no 1 | 50° 34′ 57,49″ N, 5° 33′ 23,5″ E  |              |
| B57               | CRM Group - AC&CS                                                                          | | |                                                                                |           | Boulevard de Colonster, no 6                      | 50° 34′ 54,94″ N, 5° 33′ 15,62″ E |              |
| B60               | Interface Entreprises-Université                                                           | | |                                                                                |           | Avenue du Pré Aily, no 4 (Liège Science Park)     | 50° 35′ 54,33″ N, 5° 34′ 25,69″ E |              |
| B61               | Microsys                                                                                   | Microsys | |                                                                                | 2007      | rue Bois Saint-Jean, n°15-17                      | 50° 35′ 37,16″ N, 5° 33′ 34,35″ E |              |
| B62               | Restaurant Agora                                                                           | - Restaurant Jacques et Laurent - Restaurant self service | | Bureaux d'architecture Malherbe et Art&Build                                   | 2011      | L'Agora, no 3                                     | 50° 35′ 04,9″ N, 5° 34′ 06,3″ E   |              |
| B63a              | Pavillon A                                                                                 | Psychologie sociale des Groupes et des Organisations | |                                                                                |           | Traverse des Architectes, n° 5a                   | 50° 35′ 02,93″ N, 5° 33′ 45,62″ E |              |
| B63b              | Pavillon B                                                                                 | - Institut de Formation et de Recherche en Enseignement Supérieur (IFRES) - Système méthodologique d'Aide à la Réalisation de Tests (SMART) - Service Guidance Etude | |                                                                                |           | Traverse des Architectes, n° 5b                   | 50° 35′ 04,18″ N, 5° 33′ 46,26″ E |              |
| B63c              | Pavillon C                                                                                 | Réseau des Bibliothèques - Direction générale | |                                                                                |           | Traverse des Architectes, n° 5d                   | 50° 35′ 04,14″ N, 5° 33′ 48,44″ E |              |
| B63d              | Pavillon D                                                                                 | - Laboratoire de soutien au Synergies Education-Technologie (LABSET) - Réseau des Doctorants | |                                                                                |           | Traverse des Architectes, n° 5c                   | 50° 35′ 03,27″ N, 5° 33′ 47,26″ E |              |
| B65               | Cafétéria Polytech                                                                         | | |                                                                                |           | Allée de la Découverte, n° 6                      | 50° 35′ 06,95″ N, 5° 33′ 42,31″ E |              |
| B67               | Clinique Vétérinaire Universitaire (CVU)                                                   | | Faculté de Médecine vétérinaire                                                                      |                                                                                | 2019      | Avenue de Cureghem, no 1                          | 50° 34′ 37,48″ N, 5° 34′ 34,97″ E |              |
| B77               | Observatoire du Monde des Plantes                                                          | | |                                                                                |           | Chemin de la Ferme, no 1                          | 50° 34′ 41,67″ N, 5° 35′ 17,64″ E |              |
| B78               | Ferme de Colonster - Service Forêts et Jardins                                             | | |                                                                                |           | Chemin de la Ferme, nos 10-11                     | 50° 34′ 37,23″ N, 5° 35′ 20,34″ E |              |
| B80               | Ancien Moulin de Colonster                                                                 | Centre de Recherche PME et d'Entrepreneuriat | |                                                                                |           | Chemin du château de Colonster, no 2              | 50° 35′ 03,04″ N, 5° 35′ 20,32″ E |              |
| E1                | Architecture                                                                               | - Faculté d'Architecture - Bureau de la Faculté d'Architecture (site Outremeuse) - Bibliothèque de la Faculté d'Architecture - Groupe d'Archivage et de Recherche (GAR) | Faculté d'Architecture                                                                               |                                                                                |           | Boulevard de la Constitution, no 41               | 50° 38′ 38,15″ N, 5° 35′ 11,17″ E |              |
| F1                | Architecture et Serres et jardin botanique                                                 | - Faculté d'Architecture - Bureau de la Faculté d'Architecture (site Botanique) - Bibliothèque de la Faculté d'Architecture - Serres et Jardin Botanique | Faculté d'Architecture                                                                               | Lambert Noppius                                                                | 1883      | Rue Fusch et rue Courtois                         | 50° 38′ 05,76″ N, 5° 33′ 44,67″ E |              |
| I1                | Institut de zoologie Édouard van Beneden                                                   | - Aquarium-Muséum - Maison de la science - Réjouisciences - Sciences de la Vie - Département (Fac. des Sciences) - Espaces botaniques universitaires de Liège (ASBL) - Biologie du comportement - Ethologie et psychologie animale - Pôle muséal & culturel - Maison des Sciences de l'Homme | Faculté des Sciences                                                                                 | Lambert Noppius                                                                | 1888      | Quai Édouard van Beneden, no 22                   | 50° 38′ 19,53″ N, 5° 34′ 43,76″ E |              |
| J6                | Institut de Dentisterie                                                                    | Département des sciences dentaires | Faculté de Médecine                                                                                  |                                                                                |           | Quai Godefroid Kurth, no 45                       | 50° 38′ 45,47″ N, 5° 35′ 31,15″ E |              |
| J16               | Médecine légale                                                                            | Département de Médecine légale | Faculté de Médecine                                                                                  |                                                                                |           | Rue Dos-Fanchon, no 39                            | 50° 38′ 43,78″ N, 5° 35′ 22,73″ E |              |
| J17               | Transfusion                                                                                | Transfusion | Faculté de Médecine                                                                                  |                                                                                |           | Rue Dos-Fanchon, no 41                            | 50° 38′ 42,53″ N, 5° 35′ 23,43″ E |              |
| K1                | Policliniques Brull                                                                        | Policliniques Brull | Faculté de Médecine                                                                                  |                                                                                |           | Quai Godefroid Kurth, no 45                       | 50° 38′ 47,21″ N, 5° 35′ 32,62″ E |              |
| K5                | Hôpital de jour                                                                            | Hôpital de jour | Faculté de Médecine                                                                                  |                                                                                |           | Boulevard de la Constitution, no 151              | 50° 38′ 45,03″ N, 5° 35′ 33,9″ E  |              |
| L1                | Ancien Institut de Physiologie                                                             | - Centre d'histoire des sciences et des techniques - Physiologie humaine - STE-FI | | Lambert Noppius                                                                | 1888      | Place Delcour, no 17                              | 50° 38′ 18,53″ N, 5° 34′ 50,91″ E |              |
| L3                | Ancien Institut d'Anatomie - Institut Confucius                                            | - Institut Supérieur des Langues Vivantes (ISLV) - Traduction et Interprétation - Institut Confucius - Centre d'Etudes Japonaises (CEJ) | Faculté des sciences                                                                                 | Lambert Noppius                                                                | 1885      | Rue de Pitteurs, no 20                            | 50° 38′ 19,9″ N, 5° 34′ 48,63″ E  |              |
| L4                | Ressources immobilières : Ateliers                                                         | | |                                                                                |           | Rue de Pitteurs, no 18                            | 50° 38′ 21,86″ N, 5° 34′ 46,12″ E |              |
| L5                | Traduction et Interprétation                                                               | Traduction et Interprétation | Faculté de Philosophie et Lettres                                                                    |                                                                                | 2019      | Rue de Pitteurs, no 18                            | 50° 38′ 21,86″ N, 5° 34′ 46,12″ E |              |
| N1                | HEC École de Gestion de l'ULiège                                                           | HEC École de Gestion de l'ULiège | HEC - École de Gestion de l'ULiège                                                                   | Bruno Albert et Camille Ghysen                                                 | 1993      | Rue Louvrex, no 14                                | 50° 38′ 13,99″ N, 5° 33′ 45,52″ E |              |
| N2                | HEC École de Gestion de l'ULiège                                                           | HEC École de Gestion de l'ULiège | HEC - École de Gestion de l'ULiège                                                                   | Émile Demany                                                                   | 1881-1883 | Rue Saint-Gilles, no 33                           | 50° 38′ 21,68″ N, 5° 34′ 00,81″ E |              |
| O1                | Complexe Opéra - Service Communication (niveau +7)                                         | | |                                                                                |           | Place de la République française, no 41           | 50° 38′ 35,26″ N, 5° 34′ 17,24″ E |              |
| O2                | Complexe Opéra - Amphithéâtres                                                             | | |                                                                                |           | Place de la République française, no 41           | 50° 38′ 35,26″ N, 5° 34′ 17,25″ E |              |
| O3                | Complexe Opéra - Espace ULiège-Opéra                                                       | | |                                                                                |           | Place de la République française, no 41           | 50° 38′ 35,26″ N, 5° 34′ 17,26″ E |              |
| T1                | APES & CERES & LabSET & Panel Démographie Familiale                                        | - APES - Appui en Promotion et en Éducation pour la Santé - CERES - Centre d'Enseignement et de Recherche pour l'Environnement et la Santé - LabSET - Laboratoire de soutien au Synergies Éducation-Technologie - Panel Démographie Familiale | |                                                                                |           | Quai Timmermans, no 14                            | 50° 36′ 28,22″ N, 5° 33′ 16,86″ E |              |

- A : Quartier latin
- B : Sart-Tilman
- E : Outremeuse
- F : Botanique
- I-L : Outremeuse
- O : Opéra
- N : Botanique

## Autres bâtiments
| Nom                                                        | Architecte                                         | Année | Adresse                             | Ville    | Pays     | Géolocalisation                   | Illustration |
| ---------------------------------------------------------- | -------------------------------------------------- | ----- | ----------------------------------- | -------- | -------- | --------------------------------- | ------------ |
| Centre de formation et de recherche en aquaculture (CEFRA) |                                                    |       | Chemin de la Justice 10             | Tihange  |          |                                   |              |
| Hexapoda, insectarium Jean Leclercq                        |                                                    |       | Rue de Grand’Axhe, 45E              | Waremme  |          |                                   |              |
| Gembloux Agro-Bio Tech                                     |                                                    |       | Passage des Déportés, no 2          | Gembloux | Belgique | 50° 33′ 45,42″ N, 4° 41′ 43,02″ E |              |
| Faculté de Sciences Sciences et Gestion de l'Environnement |                                                    |       | Avenue de Longwy, no 185            | Arlon    | Belgique | 49° 40′ 50″ N, 5° 49′ 20,33″ E    |              |
| Station scientifique des Hautes-Fagnes                     | Jean Englebert                                     | 1975  | Rue de Botrange, no 137 (Mont Rigi) | Waimes   | Belgique | 50° 30′ 40,65″ N, 6° 04′ 28,3″ E  |              |
| Station scientifique et observatoire du Jungfraujoch       | - Laboratoire de Physique Atmosphérique et Solaire |       |                                     |          | Suisse   |                                   |              |
| Station de recherches sous-marines et océanographiques     | - Claude Strebelle - Charles Dumont                | 1971  | Pointe Revellata BP33               | Corse    | France   | 42° 34′ 49,24″ N, 8° 43′ 26,8″ E  |              |